# Ant-Man and the Wasp: Quantumania
Ant-Man and the Wasp: Quantumania ist ein US-amerikanischer Science-Fiction-Actionfilm des Regisseurs Peyton Reed, der am 15. Februar 2023 in den deutschen und zwei Tage später in den US-amerikanischen Kinos startete. Es handelt sich um eine Fortsetzung von Ant-Man and the Wasp (2018), um den 31. Spielfilm innerhalb des Marvel Cinematic Universe (MCU) und um den Auftaktfilm zu Phase Fünf.
Die Pläne für einen dritten Ant-Man-Film mit dem Regisseur Reed und dem Hauptdarsteller Paul Rudd wurden bereits im November 2019 bestätigt. Im Dezember 2020 wurden der Titel und die weitere Besetzung bekanntgegeben. Nach Unterbrechung erster Dreharbeiten in der Türkei im Januar 2021 aufgrund der Corona-Pandemie begannen die Hauptdreharbeiten Mitte Juni 2021 in den Pinewood Studios in Buckinghamshire.

## Handlung
Scott Lang ist ein erfolgreicher Autor geworden und lebt glücklich mit seiner Freundin Hope van Dyne zusammen. Langs Tochter Cassie ist Aktivistin geworden, was dazu führt, dass sie verhaftet wird und Scott sie aus dem Gefängnis abholen muss. Bei einem Besuch bei Hopes Eltern, Hank Pym und Janet van Dyne, verrät Cassie, dass sie an einem Gerät gearbeitet hat, das Kontakt mit dem Quantenreich aufnehmen kann. Als Janet davon erfährt, gerät sie in Panik und versucht das Gerät auszuschalten, aber die Nachricht wird empfangen, was dazu führt, dass sich ein Portal öffnet und die fünf in das Quantenreich gezogen werden.
Dabei werden Cassie und Scott von Hank, Janet und Hope getrennt. Scott und Cassie werden von Einheimischen des Reiches gefunden, die gegen ihren Herrscher rebellieren, während sich Hank, Janet und Hope ihren Weg durch eine weitläufige Stadt bahnen müssen, um Antworten zu finden. Dort treffen sie sich mit Lord Kryler, einem ehemaligen Verbündeten von Janet, der ihnen erzählt, dass sich die Dinge geändert haben, seitdem Janet das Quantenreich verlassen hat und er nun für Kang arbeitet. Die drei müssen fliehen und stehlen Krylers Schiff, während dieser von einer von Hank vergrößerten lebendigen Speise getötet wird.
Scott und Cassie wird von der Rebellenführerin Jentorra mitgeteilt, dass Janet indirekt für Kangs Aufstand verantwortlich ist, nachdem sie half, seinen multiversalen Energiekern zu reparieren, da er von anderen Varianten von ihm selbst in das Quantenreich verbannt worden war. Die Rebellen werden kurz darauf von Kangs Streitkräften angegriffen, der seine Roboter-Handlanger unter der Führung von M.O.D.O.K. (Mechanized Organism Designed Only for Killing) schickt. Dieser stellt sich als Darren Cross heraus, der seinen vermeintlichen Tod durch Scott am Ende des ersten Ant-Man-Films überlebt hat. Scott und Cassie werden zu Kang gebracht, der verlangt, dass Scott ihm dabei hilft, seinen Energiekern zurückzubekommen, sonst wird er Cassie töten. Dafür schrumpft sich Scott, um ins Innere des Kerns zu kommen, welchen Janet nach der Reparatur vergrößert hat, als sie die wahre Identität von Kang gesehen und somit verhindert hat, dass er aus dem Quantenreich entkommen kann. Dabei verliert Scott fast den Verstand, kann sich jedoch durch Cassie auf die Aufgabe konzentrieren, und die rechtzeitige Ankunft von Hope führt dazu, dass sie den Energiekern auf Normalgröße schrumpfen können und an sich nehmen.
Kang hält sich jedoch nicht an den Deal und nimmt ihnen gewaltsam den Energiekern ab. Dabei nimmt er zusätzlich Janet gefangen und zerstört das Schiff mit Hank an Bord. Hank wird von seinen Ameisen gerettet, die ebenfalls ins Quantenreich gezogen wurden, sich schnell weiterentwickelten und hyperintelligent wurden. Er hilft Scott und Hope auf ihrem Weg zu Kang.
Cassie, immer noch eingesperrt, rettet Jentorra und sie beginnen einen Aufstand gegen Kang und seine Armee, indem sie eine Botschaft im Quantenreich verbreiten. Während des Kampfes gelingt es Cassie, an Darrens Verstand zu appellieren, der mittlerweile den Auftrag erhalten hatte, Cassie zu töten. Daraufhin stellt er sich gegen Kang auf Kosten seines Lebens. Kang ist kurz davor, die Rebellion niederzuschlagen, als Hank mit einer Armee von Ameisen auftaucht und das Blatt sich wendet.
Janet repariert den Energiekern und sie, Hope, Hank und Cassie können hindurchspringen und in ihre Welt zurückkehren. Kang greift jedoch Scott an, bevor dieser hindurchtreten konnte. Kurz bevor Kang Scott besiegt, kommt Hope zurück und gemeinsam können sie den Energiekern zerstören, wobei Kang in den Kern gezogen wird. Cassie öffnet das Portal von ihrer Seite erneut, damit Scott und Hope nach Hause zurückkehren können.
Als Lang glücklich sein Leben wieder aufnimmt, erinnert er sich, dass Kang ihm gesagt hat, dessen Tod sei der Start von etwas Schrecklichem, und er zweifelt daran, ob Kang wirklich tot ist, legt es aber letztendlich beiseite.
In der Mid-Credit-Szene sprechen zahlreiche Kang-Varianten in einer Arena über den Tod von Kang, dem Eroberer und bedauern, dass sie ihn nicht selbst getötet haben. Weil die Avengers immer mehr ins Multiversum vordringen, planen die Kang-Varianten ihren multiversalen Aufstand.
In der Post-Credit-Szene entdecken Loki und Mobius 1893 eine weitere Kang-Variante namens Victor Timely.

## Produktion
Nachdem die beiden Vorgängerfilme Ant-Man (2015) und Ant-Man and the Wasp (2018) zusammen über 1,1 Milliarden US-Dollar einspielten, wurde im November 2019 bestätigt, dass ein dritter Ant-Man-Film erscheinen wird, der größer und weitläufiger als die beiden Vorgängerfilme werde. Peyton Reed soll dabei erneut als Regisseur fungieren, während Paul Rudd in seiner Rolle als Ant-Man zurückkehrt. Wenig später bestätigte auch Michael Douglas, dass er zum vierten Mal als Dr. Henry „Hank“ Pym zu sehen sein werde. Im April wurde ebenso die Rückkehr von Evangeline Lilly bekannt, während Rick-and-Morty-Autor Jeff Loveness als Drehbuchautor verpflichtet wurde. Im September desselben Jahres schloss sich Jonathan Majors als Bösewicht Kang der Eroberer dem Cast an. Im Dezember 2020 bekam die Fortsetzung den offiziellen Titel Ant-Man and The Wasp: Quantumania. Gleichzeitig wurde die Rückkehr von Michelle Pfeiffer als Janet van Dyne sowie die Besetzung von Kathryn Newton als Cassie Lang verkündet. Letztere wurde in Avengers: Endgame noch von Emma Fuhrmann verkörpert, die selbst über die Neubesetzung nicht informiert wurde. Auch David Dastmalchian wird nach Ant-Man und dessen Fortsetzung einen weiteren Auftritt haben, allerdings nicht mehr in der zuvor verkörperten Rolle Kurt.
Die Dreharbeiten sollten ursprünglich im Januar 2021 beginnen, was sich jedoch aufgrund der Corona-Pandemie verzögerte. Daraufhin sollten die Dreharbeiten Ende Mai 2021 in den Pinewood Studios nahe London starten. Hier konnte auch die von Industrial Light & Magic entwickelte StageCraft-Technik zum Einsatz kommen, bei der am Filmset zuvor aufgenommene Hintergründe auf großen LED-Videowänden abgespielt werden und sich dabei unter anderem auch der Kameraperspektive anpassen. Erste Szenen mit Rudd wurden schließlich am 15. Juni in den Pinewood Studios gedreht. Pfeiffer, Lilly und Douglas werden mit ihren Aufnahmen im Juli beginnen. Die Dreharbeiten sollen auch in Atlanta und 2022 in San Francisco stattfinden, nachdem dort im Juni 2021 bereits einige Außenaufnahmen gedreht wurden.
Erstes Bildmaterial wurde auf der San-Diego Comic-Con 2022 vorgestellt. Ein Trailer wurde am 24. Oktober 2022 veröffentlicht; ein zweiter folgte am 9. Januar 2023. Die Weltpremiere erfolgte am 6. Februar 2023 in Los Angeles. Ant-Man and the Wasp: Quantumania sollte ursprünglich am 16. Februar 2023 in die deutschen und am darauffolgenden Tag in die US-amerikanischen Kinos kommen. Im Oktober 2021 erfolgte zunächst eine Verschiebung auf den 28. Juli 2023, ehe der Film den Starttermin mit The Marvels wechselte und wieder am 17. Februar 2023 in die US-Kinos kommen soll, da Ant-Man and the Wasp: Quantumania im Produktionsprozess bereits weiter fortgeschritten sei.

## Synchronisation
Die deutschsprachige Synchronisation entstand nach einem Dialogbuch von Klaus Bickert und unter der Dialogregie von Axel Malzacher bei FFS Film- & Fernseh-Synchron, Berlin.
| Rollenname                              | Schauspieler       | Synchronsprecher    |
| --------------------------------------- | ------------------ | ------------------- |
| Scott Lang / Ant-Man                    | Paul Rudd          | Markus Pfeiffer     |
| Hope Van Dyne / The Wasp                | Evangeline Lilly   | Alexandra Wilcke    |
| Dr. Henry „Hank“ Pym                    | Michael Douglas    | Volker Brandt       |
| Janet Van Dyne                          | Michelle Pfeiffer  | Andrea Aust         |
| Cassie Lang                             | Kathryn Newton     | Friedel Morgenstern |
| Nathaniel Richards / Kang, der Eroberer | Jonathan Majors    | Daniel Welbat       |
| Lord Krylar                             | Bill Murray        | Stefan Fredrich     |
| Darren Cross / M.O.D.O.K.               | Corey Stoll        | Nicolas Böll        |
| Veb                                     | David Dastmalchian | Ricardo Richter     |
| Agent James E. „Jimmy“ Woo              | Randall Park       | Karlo Hackenberger  |
| Loki Laufeyson / Variante L1130         | Tom Hiddleston     | Peter Lontzek       |
| Mobius M. Mobius                        | Owen Wilson        | Philipp Moog        |

## Rezeption
Basierend auf der Auswertung von 409 Rezensionen weist Rotten Tomatoes eine Positivquote von lediglich 46 % aus. (Stand 20. Mai 2024)
In der SZ wurde das Drehbuch des Films als „faules Storytelling“ kritisiert.
Bei EPD heißt es, „die Künstlichkeit des computergenerierten Quantumuniversums“ ersticke jedes Interesse an Figuren und Handlung.

### Einspielergebnis
Der Film konnte weltweit rund 476 Mio. US-Dollar einspielen, davon alleine 214,5 Mio. in Nordamerika. In Deutschland wurden 910.324 Zuschauer gezählt und 10.270.142 € Einnahmen erzielt. Mit dem Vorgängerfilm Ant-Man and the Wasp konnten 622,7 Mio. Dollar weltweit eingenommen werden.

### Auszeichnungen
Goldene Himbeere 2024
- Nominierung als Schlechteste Neuverfilmung oder billigster Abklatsch
- Nominierung für die Schlechteste Regie (Peyton Reed)
- Nominierung als Schlechtester Nebendarsteller (Michael Douglas)
- Nominierung als Schlechtester Nebendarsteller (Bill Murray)

MTV Movie & TV Awards 2023
- Nominierung als Bester Held (Paul Rudd)
- Nominierung als Bester Kick-Ass-Cast[34]

People’s Choice Awards 2024
- Nominierung als Bester Actionfilm[35]

Saturn-Award-Verleihung 2024
- Nominierung als Bester Superheldenfilm